# La Coulonche
La Coulonche är en kommun i departementet Orne i regionen Normandie i nordvästra Frankrike. Kommunen ligger i kantonen Messei som tillhör arrondissementet Argentan. År 2022 hade La Coulonche 498 invånare.

## Befolkningsutveckling
Antalet invånare i kommunen La Coulonche
| Referens: INSEE |